# ドラゴンクエスト ジパングワールド
『ドラゴンクエスト ジパングワールド』は、和楽器によって演奏されたドラゴンクエストシリーズの音楽CDである。

## 解説
ファミリーコンピュータ版『ドラゴンクエスト』『ドラゴンクエストII 悪霊の神々』『ドラゴンクエストIII そして伝説へ…』『ドラゴンクエストIV 導かれし者たち』から選出された楽曲によるCDである。
それまでは吹奏楽版、エレクトーン版、ピアノ版のCDを発売したが、本作は琴、笙、和太鼓などの和楽器だけで演奏される異色の音楽アレンジCDである。作曲はすぎやまこういち、編曲は小林純。演奏は邦楽演奏グループ「むつのを」。この和楽器仕様の音楽CDは、以降の作品では採用されていない。
CDジャケットは、『DQIV』のパッケージイラストをアレンジした上に下に琴の写真のコラージュ画像を採用している。

## 収録曲
1. 序曲（DQ4）
2. ジパング（DQ3）
3. ラダドーム城（DQ1）
4. 村（DQ3）
5. 広野を行く〜遥かなる旅路~果てしなき世界（DQ2）
6. 街～街の人々（DQ4とDQ1）
7. 勇者の仲間たち〈間奏曲〜戦士はひとり征く〜おてんば姫の行進〜武器商人トルネコ〜ジプシーの旅〉
8. 楽しいカジノ（DQ4）
9. エレジー（DQ4）
10. 海を越えて〜おおぞらをとぶ（DQ3）
11. 謎の城（DQ4）
12. 栄光への戦い〈戦闘〜生か死か〜邪悪なるもの〜悪の化身』〉（DQ4）
13. 導かれし者たち〜終曲（DQ4）